# 2 octobre 1950
Le 2 octobre 1950 est le 275e jour de l'année 1950 du calendrier grégorien. Il s'agit d'un lundi.

## Arts

### Bande dessinée

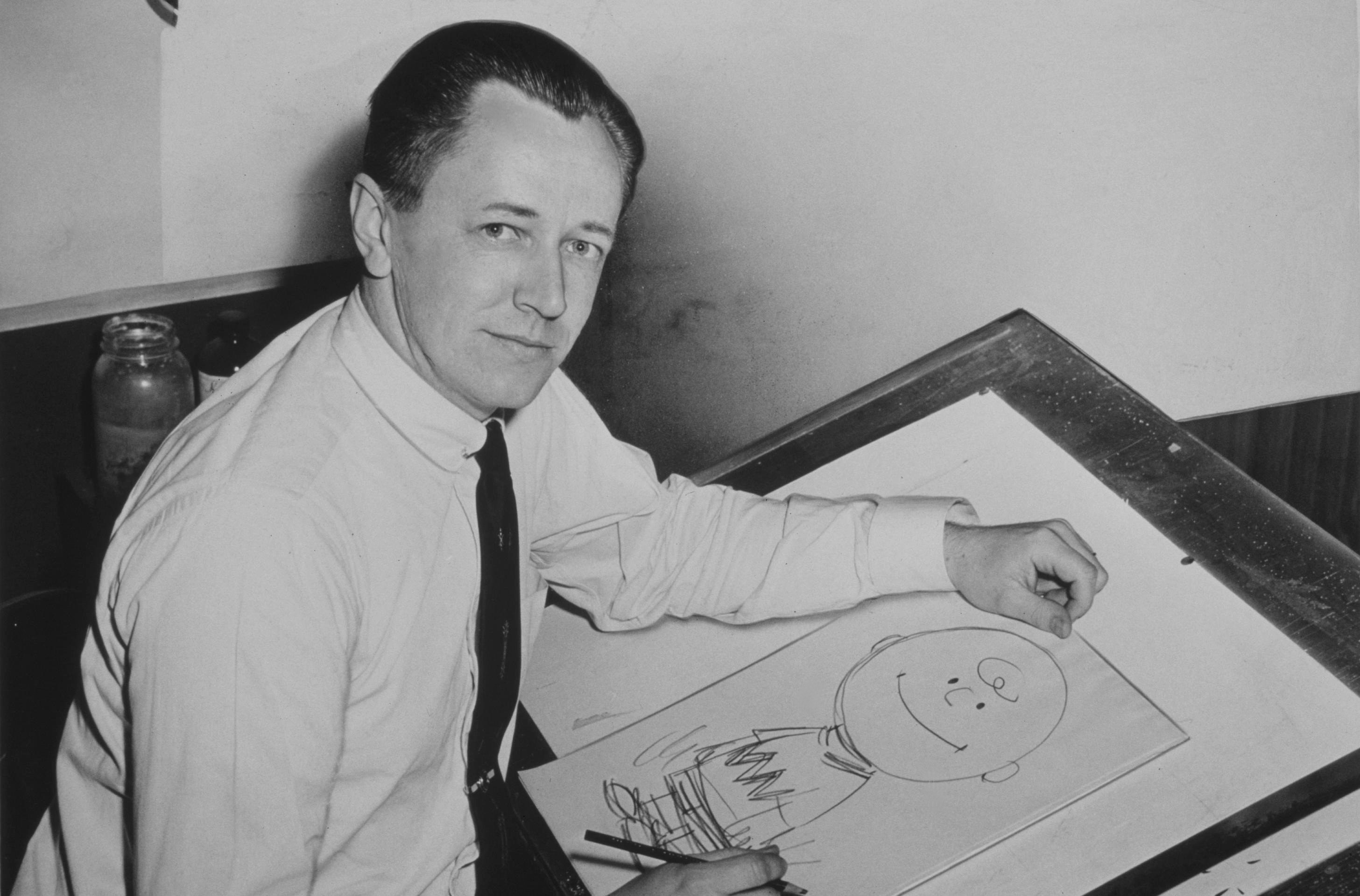
Charles Schulz en 1956, dessinant Charlie Brown.

Les personnages de l'américain Charles Schulz paraissent pour la première fois dans sept quotidiens américains, c'est la création de la bande dessinée Peanuts.

### Cinéma
Le film Cairo Road de David MacDonald avec Eric Portman, Laurence Harvey, Maria Mauban sort en France avec le titre La Route du Caire.

## Aéronautique

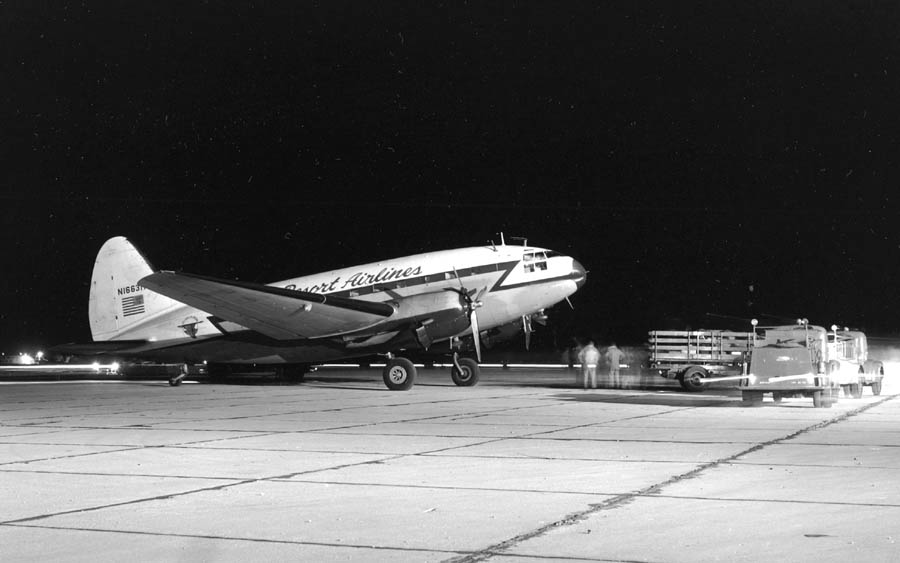
Un C-46F.

La liaison hebdomadaire Paris-Montréal-New York est inaugurée avec le Lockheed Constellation immatriculé 749 F-BAZS de la compagnie Air France. Parmi les 34 passagers, de nombreuses personnalités et journalistes, dont Gaston Defferre, ministre de la Marine marchande et maire de Marseille. Cette ouverture de la ligne Paris-Montréal intervient 415 ans, jour pour jour, après la découverte du Canada par Jacques Cartier,.
Un Curtiss C-46F-1-CU Commando de la compagnie National Airlines s'écrase à 23 h 53 à l'aéroport de Washington alors qu'il atterrissait.
Le premier congrès international d'astronautique s'ouvre à Paris.

## Presse
Le quotidien China Times est créé à Taïwan.
La couverture du magazine Life Magazine présente la photo de l'homme politique américain Stuart Symington, secrétaire adjoint de l'US Air Force, après sa démission pour protester contre le manque de financement de l'armée de l'air après que les Soviétiques ont fait exploser leur première bombe nucléaire
.
Denis de Rougemont publie la chromique Demain l’Europe ! — Le Serment de Strasbourg (2 octobre 1950)

## Histoire

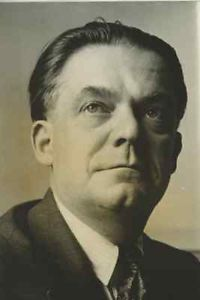
Paul Antier.

Paul Antier est nommé secrétaire d'État à l'Agriculture auprès du ministre de l'Agriculture Pierre Pflimlin, dans le gouvernement René Pleven (1).
C'est le premier jour de la grève des cheminots dans le département d’outre-mer de La Réunion. Ils sont rejoints dans la grève par les dockers, qui revendiquent 25 % de majoration de leurs salaires. La grève ne prend fin que le 3 novembre 1950.
C'est le jour où Charles Maurras, dans sa demande de révision quelques années après son procès à Lyon publie Les mensonges de l'expert Verdenal au procès de Lyon : déposition adressée au président de la 17e Chambre correctionnelle du Tribunal de la Seine,.

## Carnet du jour

### Naissances
- Pietro Algeri, ancien coureur cycliste et directeur sportif italien.
- Guy Cabay, musicien belge de jazz.
- Luc Desnoyers, dirigeant syndical, négociateur et un homme politique fédéral du Québec.
- Antonio Di Pietro, ancien magistrat et un homme politique italien.
- Michel Dumoulin, historien belge.
- Ian McNeice, acteur anglais connu à l'échelle internationale.
- Mike Rutherford, musicien britannique, membre fondateur du groupe Genesis.

### Décès
- John Francis Fitzgerald, né en 1863, homme politique américain.
- Pierre Loubat, né en 1870, médecin, conseiller général du canton de Gaillac, sénateur du Tarn.
- Leopold Schwarzschild, né en 1891, journaliste et écrivain allemand.
- Jean-Pierre Stock, né en 1900, rameur français.

## Pour approfondir